# Liste der Kulturgüter in Ennetmoos
Die Liste der Kulturgüter in Ennetmoos enthält alle Objekte in der Gemeinde Ennetmoos im Kanton Nidwalden, die gemäss der Haager Konvention zum Schutz von Kulturgut bei bewaffneten Konflikten, dem Bundesgesetz vom 20. Juni 2014 über den Schutz der Kulturgüter bei bewaffneten Konflikten sowie der Verordnung vom 29. Oktober 2014 über den Schutz der Kulturgüter bei bewaffneten Konflikten unter Schutz stehen.
Objekte der Kategorie A sind im Gemeindegebiet nicht ausgewiesen, Objekte der Kategorie B sind vollständig in der Liste enthalten, Objekte der Kategorie C fehlen zurzeit (Stand: 1. Januar 2023).

## Kulturgüter
| Foto | | Objekt                                                                    | Kat. | Typ | Standort                          | Beschreibung |
| ---- | --- | ------------------------------------------------------------------------- | ---- | --- | --------------------------------- | ------------ |
| ja   | Datei hochladen · Wikidata zu Winkelriedkapelle St. Magnus (Q29786159)                               | Winkelriedkapelle St. Magnus KGS-Nr.: 04177                               | B    | G   | Poststrasse 1.1 668461 / 201019   |              |
| ja   | Datei hochladen · Wikidata zu Burgruine Rotzberg (Q20012427)                                         | Burgruine Rotzberg KGS-Nr.: 04178                                         | B    | F   | Rotzberg 668330 / 201849          |              |
| ja   | Datei hochladen · Wikidata zu Herrenhaus auf dem Rotzberg (Q29786154)                                | Herrenhaus auf dem Rotzberg KGS-Nr.: 04179                                | B    | G   | Vorder Rotzberg 1 668558 / 201360 |              |
| ja   | Datei hochladen · Wikidata zu Katholische Kirche St. Jakob mit Beinhauskapelle (Q29786155)           | Katholische Kirche St. Jakob mit Beinhauskapelle KGS-Nr.: 04180           | B    | G   | Chilenweg 2, 2.1 666020 / 198579  |              |
| ja   | Datei hochladen · Wikidata zu Denkmal an den Aufstand gegen die Franzosen und Pestkreuze (Q29786152) | Denkmal an den Aufstand gegen die Franzosen und Pestkreuze KGS-Nr.: 12237 | B    | K   | Allweg 668473 / 201110            |              |
| ja   | Datei hochladen · Wikidata zu Pächterhaus auf dem Rotzberg (Q29786157)                               | Pächterhaus auf dem Rotzberg KGS-Nr.: 12238                               | B    | G   | Vorder Rotzberg 2 668546 / 201520 |              |
| BW   | Datei hochladen · Wikidata zu Wohnhaus sowie Dörr- und Backhaus Mueterschwandenberg (Q121843057)     | Wohnhaus sowie Dörr- und Backhaus Mueterschwandenberg KGS-Nr.: 16956      | B    | G   | Rütlistrasse 2, 9 665583 / 199249 |              |
| BW   | Datei hochladen · Wikidata zu Wohnhaus Unter Hostatt (Q121843414)                                    | Wohnhaus Unter Hostatt KGS-Nr.: 16957                                     | B    | G   | Hostatt 1 668889 / 201212         |              |